# Rigadin nègre malgré lui
Pour plus de détails, voir Fiche technique et Distribution.
Rigadin nègre malgré lui est un film muet français réalisé par Georges Monca, sorti en 1912.

## Fiche technique
- Titre : Rigadin nègre malgré lui
- Autre titre : Le Nègre blanc
- Réalisation : Georges Monca
- Scénario : Charles Prince
- Photographie :
- Montage :
- Société de production : Société cinématographique des auteurs et gens de lettres (S.C.A.G.L)
- Société de distribution : Pathé Frères
- Pays d'origine :  France
- Langue : film muet avec les intertitres en français
- Métrage : 165 mètres
- Format : Noir et blanc — 35 mm — 1,33:1 — Muet
- Genre :  Comédie
- Durée : 5 minutes et 30 secondes
- N° de catalogue Pathé : 4887
- Dates de sortie : 
  - France : 15 mars 1912

## Distribution
- Charles Prince : Rigadin
- Georges Tréville
- Nancy Vallier
- Henri Bosc
- Gaston Sainrat
- Marie-Charlotte Descorval
- Tauffenberger
- Paul Landrin
- Fernande Bernard
- Gabrielle Lange
- Emile Scipion
- Tauffenberger fils
- Favey
- Madame de Trémerenc
- Verdaveine
- Madame Cassagne
- Anthony
- Didier